# سارة لونغ
سارة لونغ (بالإنجليزية: Sarah Long)‏ هي مذيعة ومقدمة تلفزيونية وممثلة بريطانية، ولدت في 18 مارس 1938 في لندن في المملكة المتحدة، وتوفي بنفس المكان في 23 نوفمبر 1987 بسبب سرطان.

## وصلات خارجية
- سارة لونغ على موقع IMDb (الإنجليزية)
- سارة لونغ على موقع قاعدة بيانات الفيلم (الإنجليزية)